# 古劍奇譚之流月昭明
《古劍奇譚之流月昭明》（英語：Legend of the Ancient Sword）是一部2018年中國奇幻冒險動作片，由雷尼·哈林執導，改編自上海烛龙的2013年電子遊戲《古劍奇譚二：永夜初晗凝碧天》。其主演包括王力宏、宋茜、高以翔、吳千語、張智霖和高聖遠。該片於2018年10月1日在中國上映。

## 劇情
南宋年間，由於一場致命的事件，使得乐无异離家，並隨著谢衣大師展開修練之旅，成為謝家軍的人。一路上，他遇到了闻人羽、夏夷则和阿阮等人並成為了同行夥伴。但當他們發現流月城紫薇大祭司沈夜的計劃和陰謀後，這群冒險者必須擊敗沈夜，並防止災難降臨世界。

## 演員
- 王力宏 飾 乐无异
- 伍嘉成 飾 少年時期的乐无异
- 宋茜 飾 闻人羽
- 高以翔 飾 夏夷则
- 吳千語 飾 阿阮
- 張智霖 飾 沈夜
- 高聖遠 飾 谢衣
- 柳岩 飾 沧溟
- 李媛 飾 玉怜

## 電影歌曲
| 曲別   | 歌名   | 演唱者       | 作詞   | 作曲          |
| 主題曲 | 在一起 | 樂華七子NEXT | 呂易秋 | Lasse Enersen |

## 製作
主體拍攝於2016年12月開始，並於2017年3月結束。

## 外部連結
- 互联网电影数据库（IMDb）上《古劍奇譚之流月昭明》的资料（英文）
- 豆瓣电影上《古劍奇譚之流月昭明》的資料 （简体中文）